# Brienno
Brienno is een gemeente in de Italiaanse provincie Como (regio Lombardije) en telt 445 inwoners (31-12-2004). De oppervlakte bedraagt 9,1 km², de bevolkingsdichtheid is 46,59 inwoners per km².

## Demografie
Brienno telt ongeveer 195 huishoudens. Het aantal inwoners steeg in de periode 1991-2001 met 0,5% volgens cijfers uit de tienjaarlijkse volkstellingen van ISTAT.
| Jaar | Inwoneraantal |
| ---- | ------------- |
| 1991 | 423           |
| 2001 | 425           |

## Geografie
De gemeente ligt op ongeveer 203 m boven zeeniveau.
Brienno grenst aan de volgende gemeenten: Argegno, Carate Urio, Laglio, Nesso, Schignano.

## Externe link

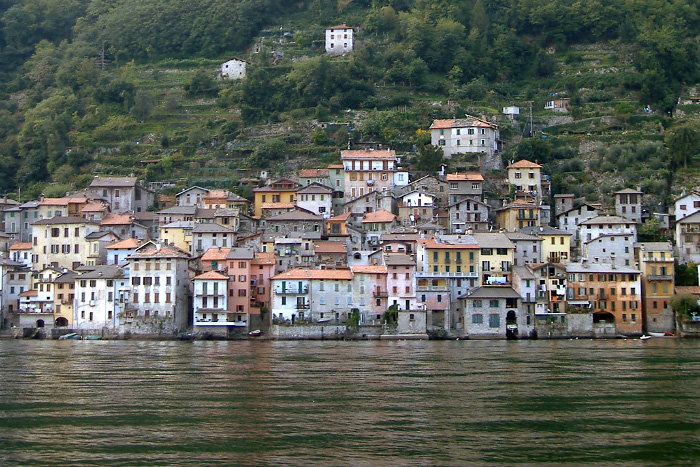